# Waiatoto (fleuve)
Le fleuve Waiatoto  (en anglais : Waiatoto River) est un cours d’eau de la région de la West Coast dans l’Île du Sud de la Nouvelle-Zélande.

## Géographie
Formé de plusieurs petites rivières, qui sont alimentées par les glaciers entourant le  Mont Aspiring, il s’écoule vers le nord le long  d’une vallée étroite dans l’ouest par la chaîne de Haast avant de tourner au  nord-ouest pour atteindre la Mer de Tasman à 20 km au sud-ouest de la ville de  Haast. La plus grande partie de la rivière est située dans le Parc national du mont Aspiring.

(en) Land Information New Zealand, « détail emplacement: Waiatoto (fleuve) », sur New Zealand Gazetteer